# Saxon-Gatorade/1992
Deze pagina geeft een overzicht van de Saxon-Gatorade-wielerploeg in 1992.

## Algemene gegevens
Sponsor: Saxon, Gatorade (sportdrank)
Algemeen manager: Gérard Bulens
Fietsmerk: Colnago

## Lijst van renners
| Naam             | Geboortedatum | Nationaliteit | Ploeg 1991         |
| ---------------- | ------------- | ------------- | ------------------ |
| Paul Herygers    | 11-11-1962    | België        | Neo                |
| Wim Lambrechts   | 09-02-1967    | België        | S.E.F.B.-Saxon-Gan |
| Radomír Šimůnek  | 08-04-1962    | Tsjechië      | Guerciotti         |
| Filip Van Luchem | 31-05-1965    | België        | Neo                |

## Belangrijke overwinningen
| Kasteelcross Paul Herygers Vlaamse Industrieprijs Bosduin Paul Herygers Nationaal kampioenschap mountainbiken België - Cross Country: Paul Herygers Nationaal kampioenschap veldrijden Tsjechië: Radomír Šimůnek |

1992 · 1993 · 1994 · 1995 · 1996 · 1997 · 1998 · 1999 · 2000 · 2001 · 2002 · 2003 · 2004 · 2005 · 2006 · 2007 · 2008 · 2009 · 2010 · 2011 · 2012 · 2013 · 2014